# Sláine (jeu vidéo)
Pour la bande dessinée dont ce jeu vidéo s'inspire, voir Sláine.
Sláine est un jeu d'aventure graphique développé par Martech Games et édité par Creative Reality sur ZX Spectrum, Commodore 64 et Amstrad CPC en 1987. C'est une adaptation du comics Sláine,,.

## Système de jeu
Sláine est un jeu d'aventure graphique,.